# Igor Turczin
Igor Wiaczesławowicz Turczin (ros. Игорь Вячеславович Турчин, ur. 13 maja 1982 w Saratowie) – rosyjski szpadzista, złoty medalista mistrzostw świata.
W 2002 roku zdobył indywidualnie srebrny medal na mistrzostwach świata juniorów w Antalyi.
Podczas mistrzostw świata w Hawanie w 2003 roku Rosjanie w składzie: Pawieł Kołobkow, Siergiej Koczetkow, Aleksiej Sielin i Igor Turczin zdobyli złoty medal w zawodach drużynowych. Był też między innymi piąty drużynowo na mistrzostwach świata w Lipsku w 2005 roku.
Wystartował na igrzyskach olimpijskich w Atenach w 2004 roku, gdzie drużynowo był czwarty, a indywidualnie zajął piętnaste miejsce.